# Mad Dog-veld
Het Mad Dog-veld is een olieveld onder de Golf van Mexico op het Amerikaanse continentale plat, 310 kilometer zuid van New Orleans.
BP boorde in december 1998 olie aan in blok Green Canyon 826. In 2002 werd besloten het veld in productie te nemen. Daarbij werd als productieplatform een spar gekozen. Deze werd gebouwd door Technip in Mantyluoto in Finland, terwijl het dek werd gebouwd door J. Ray McDermott in Morgan City, Louisiana. De spar werd met de Mighty Servant 1 vervoerd naar Pascagoula, waarna het met sleepboten naar locatie werd gesleept. Daar werd het door de Balder overeind geballast en met elf meerdraden via zuigankers aan de zeebodem verankerd. Dit was de eerste keer dat voor dit type platforms polyester in plaats van staalkabel werd gebruikt voor de meerdraden. Dit was al wel toegepast in 1997 in het Marlim-veld bij het halfafzinkbare productieplatform Petrobras XIX. Het dek werd daarna op de spar gehesen door de Thialf.
De olie wordt naar de wal getransporteerd door de Caesar-pijpleiding, terwijl het aardgas via de Cleopatra-pijpleiding loopt, beide onderdeel van de Mardi Gras exportpijpleidingen.